# Grimaldo González
Grimaldo González (Lima, 22 de septiembre de 1922 - Gómez Palacio, 14 de febrero de 2007) fue un futbolista peruano y entrenador de fútbol profesional que pasó la mayor parte de su carrera en la Primera División Mexicana.

## Trayectoria
Nacido en Lima, González jugaba como delantero. En 1945, se mudó a México para jugar en el ADO de Orizaba. Se unió a Veracruz la temporada siguiente, pero disfrutaría de su mayor éxito con Tampico al ganar el campeonato de la temporada 1952–53. Tampico aseguró el título en la penúltima ronda, ganando 1-0 contra el Club América con González anotando el gol de la victoria. Grimaldo vivió el punto más bajo deportivo de su carrera activa en la temporada 1957/58, cuando descendió a la segunda división en su calidad de jugador-entrenador con Tampico. Permaneció en su club de larga data, pero también en la Segunda División, donde el Jaiba brava fue ascendido inmediatamente bajo el mando del entrenador Bela Kalloi en la temporada 1958/59. González murió en Gómez Palacio, México a los 84 años.

## Como entrenador
Después de retirarse del juego, González se convirtió en entrenador de fútbol. Dirigió CD Irapuato, Tampico, Torreón, Tigres de la UANL, Ciudad Madero y Santos Laguna. Conduciría a Torreón, Tigres y Ciudad Madero a los ascensos a la Primera División de México. Fue el primer entrenador en la historia del Club Santos Laguna.

## Clubes

### Como futbolista
| Club           | País    | Año         |
| -------------- | ------- | ----------- |
| Centro Iqueño  | Perú    | 1944        |
| ADO de Orizaba | México  | 1945 - 1947 |
| Veracruz       | México  | 1947 - 1950 |
| FC Sochaux     | Francia | 1950 - 1951 |
| Tampico        | México  | 1951 - 1959 |

### Como entrenador
| Club              | País   | Año         |
| ----------------- | ------ | ----------- |
| Tampico           | México | 1957 - 1958 |
| Tampico           | México | 1962 - 1963 |
| CD Irapuato       | México | 1966 - 1967 |
| CF Torreón        | México | 1967 - 1970 |
| Tigres de la UANL | México | 1971 - 1972 |
| Ciudad Madero     | México | 1972 - 1974 |
| CF Torreón        | México | 1978 - 1979 |
| Santos Laguna     | México | 1983        |